# Nguyễn Đức Côn
Thiếu tướng Nguyễn Đức Côn (sinh 1945 - mất 18 tháng 4 năm 2024). Nguyên quán: thôn Doãn, xã Tiên Ngoại, thị xã Duy Tiên, tỉnh Hà Nam. Là một Tướng lĩnh QĐND Việt Nam. Nguyên Bí thư Đảng ủy - PGĐ về Chính trị Học viện Phòng không - Không quân.

Tiểu sử:

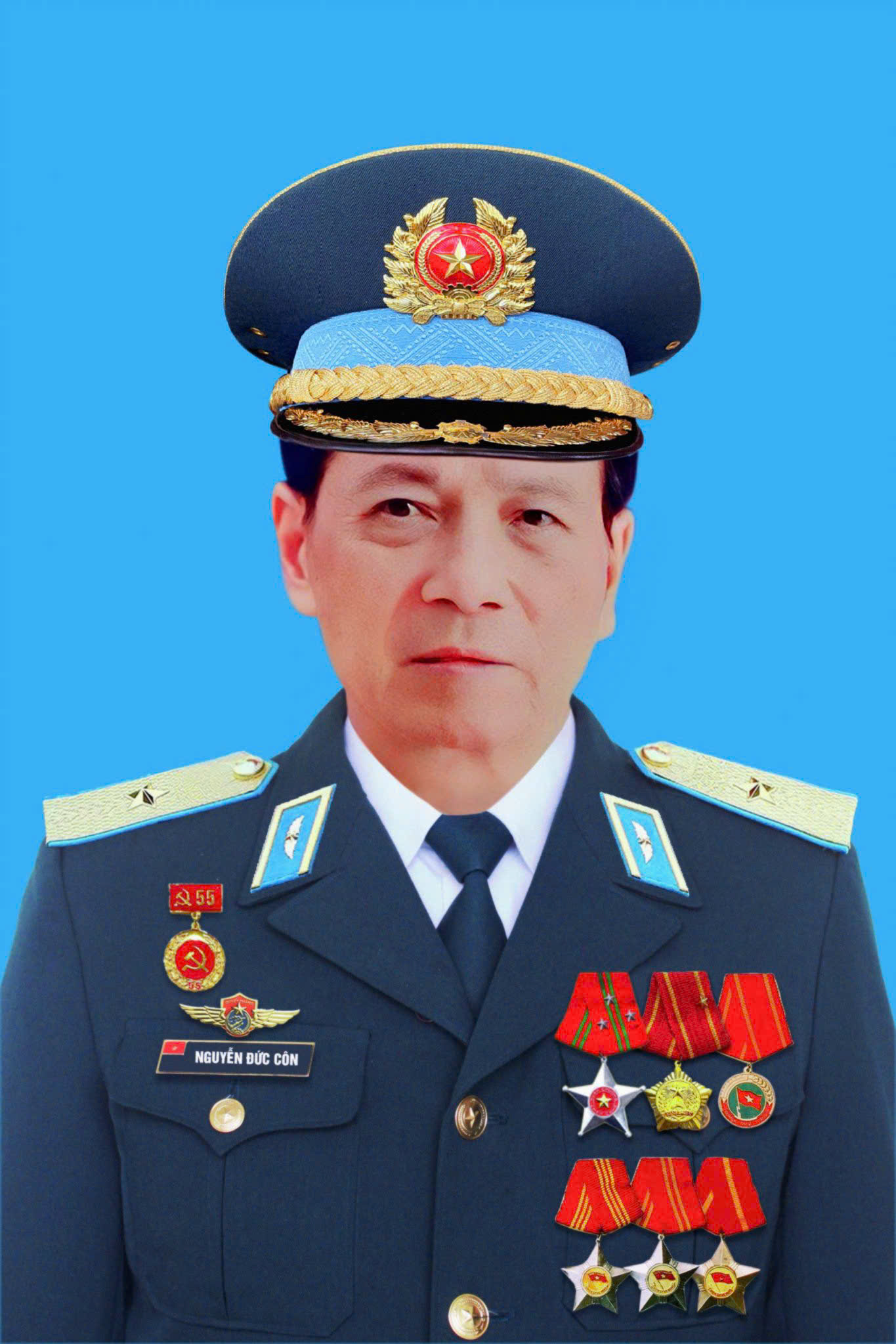
Thiếu tướng Nguyễn Đức Côn

- Từ tháng 2 đến tháng 5-1965: Học kỹ thuật radar tại Trường 300 (nay là Học viện).
- Từ tháng 6-1965 đến tháng 9-1967: Trắc thủ, Tiểu đội trưởng, Đại đội 43, Trung đoàn 293.
- Từ tháng 10 đến tháng 12-1967: Trung đội phó radar, Đại đội 44, Trung đoàn 293, Binh chủng Ra-đa, Quân chủng Phòng không-Không quân.
- Từ tháng 1-1968 đến tháng 3-1970: Phụ trách Trung đội trưởng radar, Đại đội 41, Trung đoàn 290, Binh chủng Ra-đa, Quân chủng Phòng không-Không quân.
- Từ tháng 4-1970 đến tháng 12-1972: Học viên hệ Đào tạo, Học viện Chính trị.
- Từ tháng 1 đến tháng 4-1973: Chính trị viên phó Đại đội 43, Trung đoàn 293, Sư đoàn 373, Quân chủng Phòng không-Không quân.
- Từ tháng 5-1973 đến tháng 3-1978: Trợ lý Câu lạc bộ Phòng Chính trị, Binh chủng Ra-đa, Quân chủng Phòng không-Không quân.
- Từ tháng 4-1978 đến tháng 7-1980: Trợ lý Đảng ủy Binh chủng Ra-đa, Quân chủng Phòng không.
- Từ tháng 8-1980 đến tháng 3-1981: Phó chính ủy Trung đoàn 291, Binh chủng Ra-đa, Quân chủng Phòng không.
- Từ tháng 4 đến tháng 7-1981: Học viên bổ túc tại Kiev (Liên Xô).
- Từ tháng 8-1981 đến tháng 1-1984: Trợ lý Thanh niên, Quân chủng Phòng không.
- Từ tháng 2-1984 đến tháng 12-1987: Trưởng ban Thanh niên, Quân chủng Phòng không.
- Từ tháng 1-1988 đến tháng 4-1989: Chủ nhiệm Chính trị Sư đoàn 361, Quân chủng Phòng không.
- Từ tháng 5-1989 đến tháng 8-1993: Phó sư đoàn trưởng về Chính trị Sư đoàn 361, Quân chủng Phòng không.
- Từ tháng 9-1993 đến tháng 11-1997: Phó chủ nhiệm Chính trị Quân chủng Phòng không, Thường vụ Đảng ủy Cục Chính trị, Đảng ủy viên Quân chủng.
- Từ tháng 12-1997 đến tháng 4-1999: Phó giám đốc về Chính trị, Bí thư Đảng ủy Học viện Phòng không.
- Từ tháng 5-1999 đến tháng 9-2005: Phó giám đốc về Chính trị, Bí thư Đảng ủy Học viện Phòng không-Không quân.
Đồng chí được thăng quân hàm Thiếu tướng tháng 7-2003.
- Tháng 10-2005, đồng chí được Đảng, Nhà nước, Quân đội cho nghỉ hưu.
Do có nhiều công lao, đóng góp đối với sự nghiệp cách mạng, đồng chí đã được Đảng, Nhà nước và Quân đội tặng thưởng Huy hiệu 55 năm tuổi Đảng và nhiều phần thưởng cao quý khác.